# 총검장착
총검장착(Fixed Bayonets)은 미국에서 제작된 사무엘 풀러 감독의 1951년 전쟁 영화이다. 리차드 베이스하트 등이 주연으로 출연하였고 줄스 벅 등이 제작에 참여하였다.

## 출연

### 주연
- 리차드 베이스하트
- 진 에반스

### 조연
- 마이클 오쉐아
- 리처드 힐톤
- 크레그 힐
- 스킵 호미어
- 헨리 컬키
- 리처드 모나한
- 폴 리처즈
- 토니 켄트
- 돈 올랜도
- 패트릭 피츠기븐
- 네일 모로

## 제작진
- 원작자: 존 브로피
- 미술: 조지 패트릭
- 미술: 라일 R. 휠러
- 의상: 찰스 르 마리